# 石井講祐
石井 講祐（いしい こうすけ、1987年9月29日 - ）は、千葉県出身のバスケットボール選手である。ポジションはシューティングガード。シーホース三河所属。
元プロバスケットボール選手の佐藤浩貴は従兄弟にあたる。

## 来歴
東海大学に進学。
卒業後、関東実業団リーグの富士通に入団、後に千葉教員バスケットボールチームに移籍。

その後、2013-2014シーズンから練習生契約で千葉ジェッツに入団し、千葉エクスドリームスでプレー

2014年1月27日に千葉ジェッツと正式選手契約を結ぶ
アウトサイドからのシュートを得意とし、2月16日の三菱電機ダイヤモンドドルフィンズ名古屋戦では少ないプレイタイムながら、出場しすぐに3ポイントシュートを連続で決めてチームへの勢いをつけた。
2019年5月30日、千葉ジェッツは石井講祐との契約満了を発表した。7月4日、サンロッカーズ渋谷に移籍。
2023年6月28日、シーホース三河へ移籍。